# Цар Освободител (сладкарница)
Сладкарница „Цар Освободител“, известна и като „Писателското кафене“, е прочута сладкарница-кафене в София от началото на XX век, любимо място за срещи на българския културен елит близо четири десетилетия. Създадена през 1908 г., по време на комунистическия режим тя е превърната в канцеларии и сувенирен магазин и разрушена през 1977 г. заради намиращото се тогава в съседство съветско посолство.
Намирала се е на ъгъла на улиците „Цар Освободител“ и „Раковски“, срещу Военния клуб.

## История

### Сградата
Къщата, както и целият парцел на ъгъла на „Раковска“, между „Цар Освободител“ и Руската легация на „Московска“, е собственост на видния фабрикант Тодор Ив. Балабанов от Враца. Първоначално приземният етаж служи за склад на стоките му. През 1907 година Тръпко Василев го използва за изложбена зала на картините си, облепвайки прозорците витрини с амбалажна хартия, за да тушира външната светлина. През 1908 година на етажа е открита сладкарница „Цар Освободител“ и е направено известно преустройство. Предполага се, че след Първата световна война сградата е била реконструирана около 1923 година от архитектурното бюро на Георги Фингов, Димо Ничев и Георги Апостолов.

### Заведението
През 1908 година българинът Коста Стоянов от Костур, след гурбет в Америка, се установява в Свободна България и открива на партерния етаж сладкарница, наричайки я „Цар Освободител“. След смъртта му тя е поета от брат му Иван Стоянов в съдружие с Илия Югрев.
Заведението е с изискан вид, просторно и светло, стените към улиците са почти изцяло остъклени, а грамадно огледало заема половината стена в дъното, разширявайки визуално обема. На прозорците витрини са поставени големи купи със захаросани бадеми. Салонът е на две нива – северната половина е по-висока с две стъпала и отделена с лек дървен парапет. В тази половина е закачена голяма красива снимка на родния град на собствениците Костур с неговото езеро. Масите са кръгли мраморни, столовете са удобни. По-късно в долната част са преградени няколко малки ложи. Първоначално в кафенето се влизало откъм ул. „Раковска“, но след това се преустройва според одобрен от Общината план, получавайки и разрешение да се поставят над големите стъклени витрини брезентови тенти, които, по парижки маниер, още през пролетта „да ся разпускатъ и опъватъ за да пазят от пръските дъждъ“. Лятно време под тентата откъм „Раковска“ се нареждат маси, както в Западна Европа. Сервират се крем пити, според някои никога ненадминати, шоколадови пасти с по пет бадемчета, сухи пасти, бишкоти, кафе, чай, меланж. Характерно е, че може да се стои с часове без консумация. Прочут е келнерът Коста, който неведнъж махва с ръка на безпаричните: „От писатели пàри не сàкам“.

### Посетителите
Още през 1909 година заведението става средище на младите поети, писатели, някои художници и артисти. По-късно към тях се присъединяват и университетски преподаватели, общественици и журналисти, отбиват се и хайлайфни дами. Към 1912 – 1913 година сладкарницата вече е място за срещи на софийските интелектуалци, на творци от всички области на културата.
От сутрин до полунощ сладкарницата е пълна с хора. Обсъждат се културни и обществени събития, предават се и приемат ръкописи, определят се литературните награди, подписват се манифести и възвания. Постоянните посетители се отбиват поне веднъж на ден, често седят сутрин от десет часа докъм обяд, а следобед от четири-пет до полунощ. Настаняват се на маси по зони, формирали се по приятелски или идейно. Йордан Йовков, Елин Пелин, Александър Балабанов, Кирил Христов, Симеон Радев, ред видни художници си имат запазени места. Людмил Стоянов и Мария Грубешлиева се настаняват в долното отделение; най-младите творци сядат в горното.
Константин Константинов по-късно описва духа на това средище: „<...> които чиновничествахме, ходехме също тъй всеки ден, но след работа. Тук всичко беше някак свое, домашно, привично: можеше да поседиш, без да поръчваш нещо, да оставиш бележка на някой приятел, дори да вземеш – до вечерта – няколко лева в заем от бай Иван. Коста знаеше кой какво консумира и ни сервираше, без да му казваме, а вестникопродавачът Георги, който беше господар на кръстопътя, ни носеше по масите стоката си, без да сбърква кой какъв вестник чете“.
Александър Добринов през 1935 година рисува композицията „Кафене „Цар Освободител“, на която изобразява 106 от посетителите, рисувайки поотделно моделите си.

### Унищожаване
След Деветосептемврийския преврат (1944) кафенето е разтурено, а в помещението известно време се правят изложби, докато не е разделено на малки магазинчета за амбулантни стоки и сувенири. Сградата е разрушена през септември 1977 г., с разпореждане на главния архитект на София Дуковски, заради съседното руско посолство. Освободеното място почва да се нарича от софиянци Дуковски ливади. След падането на режима парцелът е реституиран (1996) и продаден на международна компания („Абротеа Интернешънъл“, част от „Аштром“ ). Опитът ѝ за построяване на бизнес център на това място се проваля след обществен натиск. Мястото остава озеленено пространство.